# Bolesławów (województwo dolnośląskie)

Nieoficjalny herb wsi Bolesławów

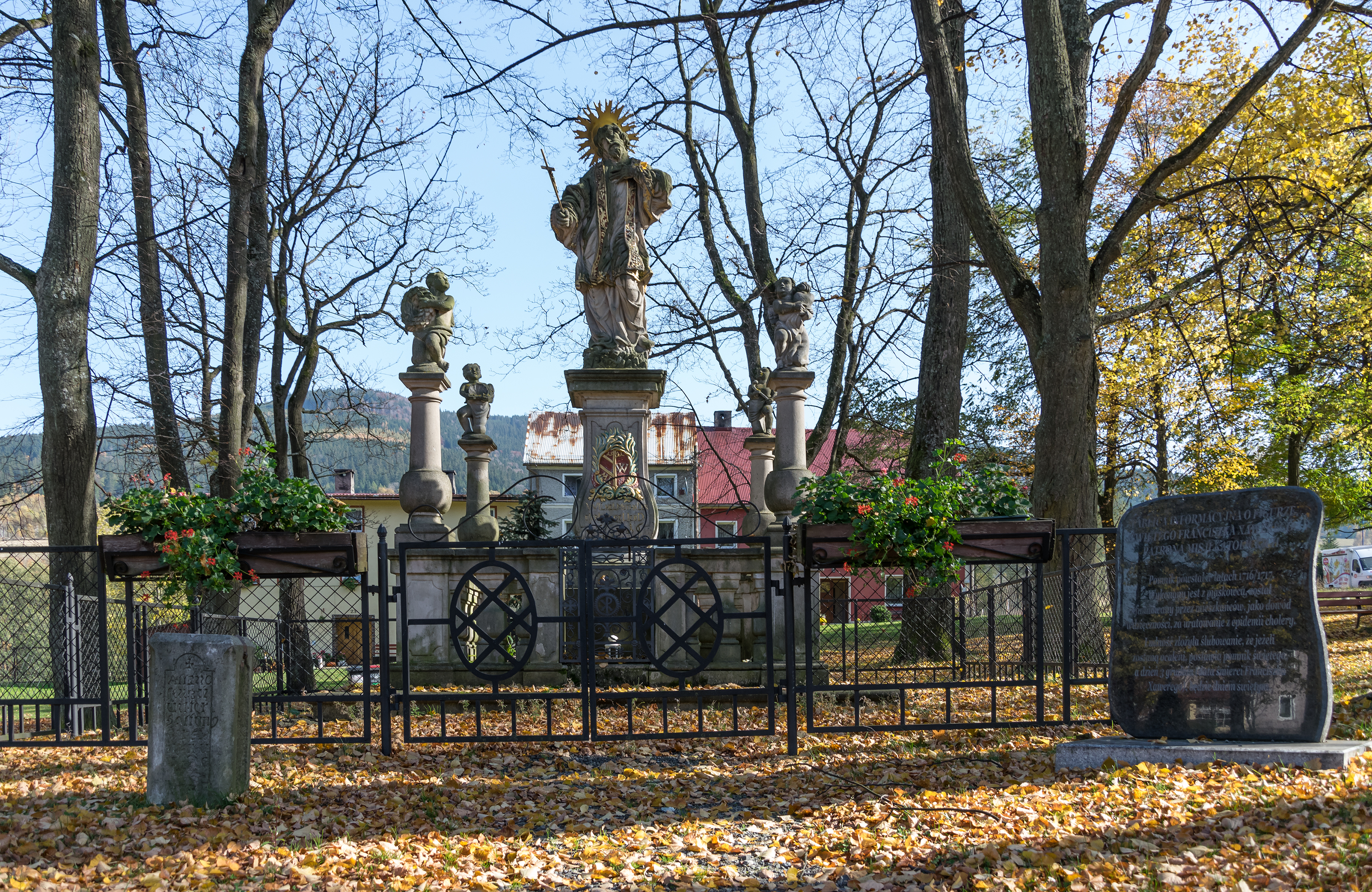
Pomnik św. Franciszka Ksawerego

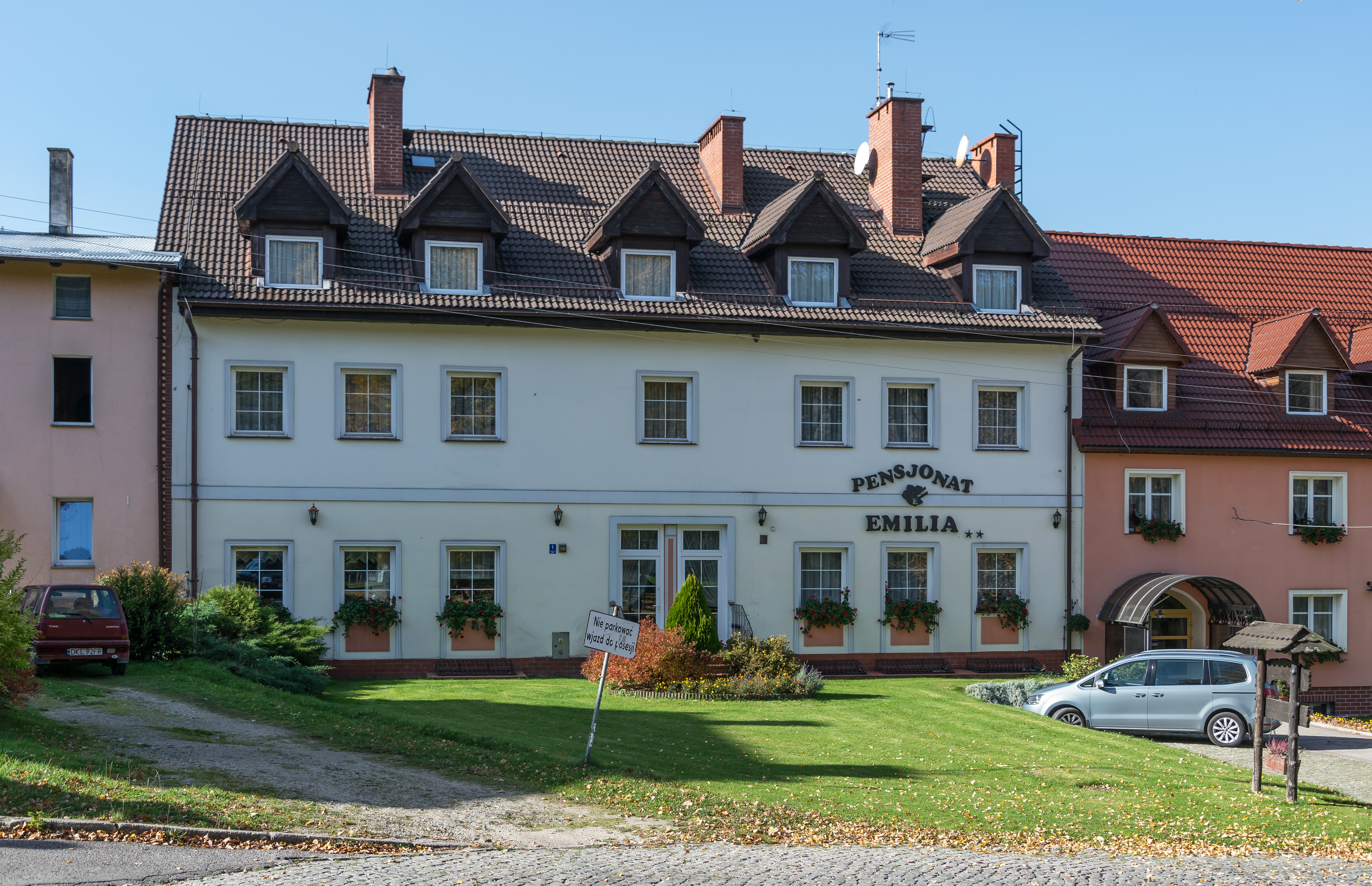
Pensjonat Emila

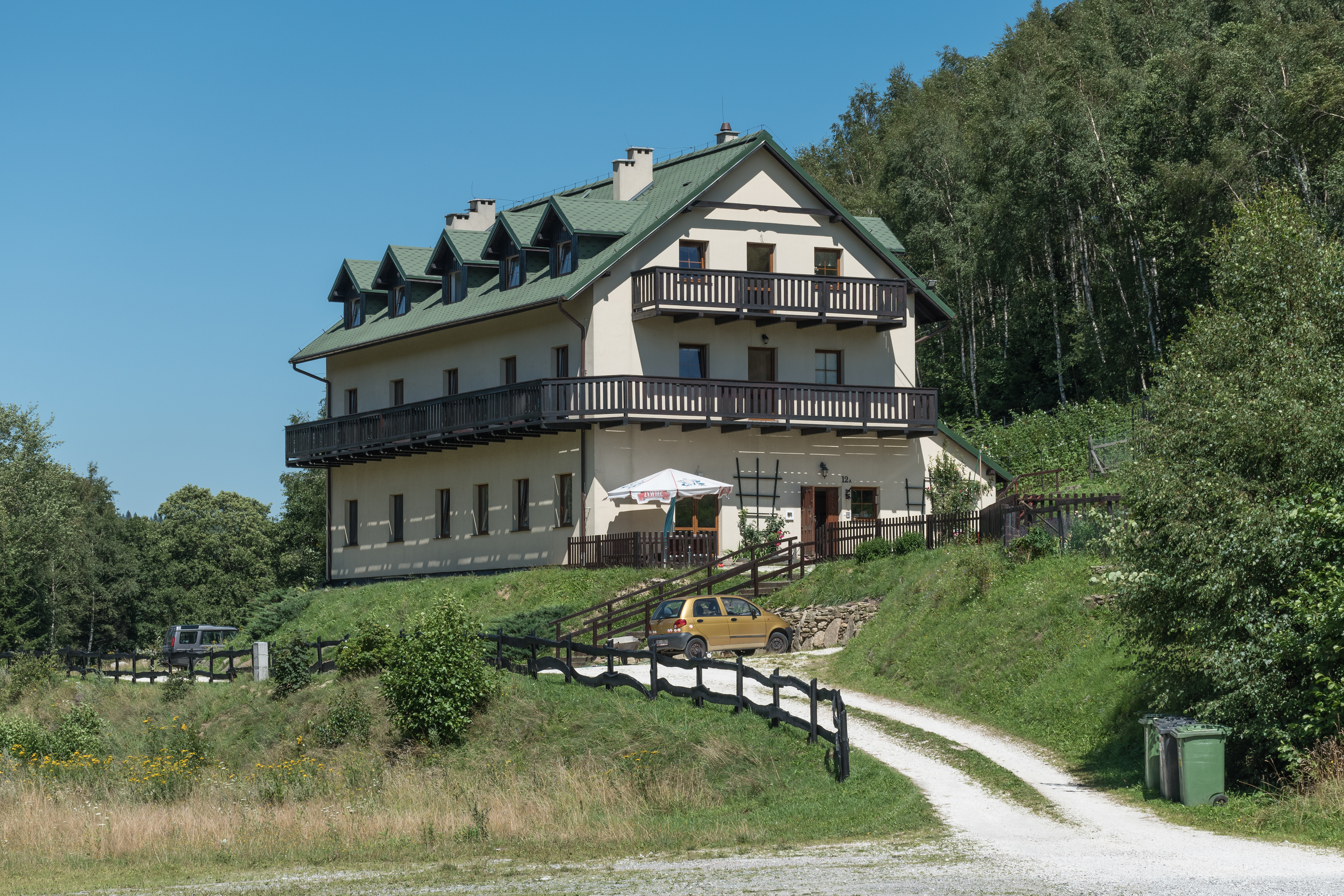
Pensjonat Monte Neve (dojazd od wsi Kamienica)

Bolesławów (niem. Wilhelmsthal) – wieś (dawniej miasto) w Polsce położona w województwie dolnośląskim, w powiecie kłodzkim, w gminie Stronie Śląskie w dolinie pomiędzy Masywem Śnieżnika a Górami Bialskimi, u zbiegu rzek Morawka i Kamienica.
Bolesławów uzyskał lokację miejską w 1581 roku, zdegradowany w 1890 roku.
Bolesławów leży w widłach Morawki i Kamienicy, u północnego podnóża Zawady, na wysokości około 540–580 m n.p.m.
W latach 1954–1961 wieś należała i była siedzibą władz gromady Bolesławów, po jej zniesieniu w gromadzie Stronie Śląskie. W latach 1975–1998 miejscowość administracyjnie należała do województwa wałbrzyskiego.

## Historia
Pierwsze wzmianki wspominają o Bolesławowie jako o osadzie górniczej zniszczonej w czasie wojen husyckich. W roku 1581 miejscowość otrzymała prawa miejskie i prawo wolnego miasta górniczego (utraconego po wojnie trzydziestoletniej), w 1582 roku powstał tu urząd górniczy, a dwa lata później miasto otrzymało herb i prawo organizowania targów. W tym czasie w mieście funkcjonowała kopalnia „Sankt Wilhelm” w której wydobywano rudy srebra i żelaza, w okresie wojny trzydziestoletniej eksploatowane złoże wyczerpało się i kopalnię zamknięto. W roku 1684 miasto kupił Michał Wenzel von Althann, a w 1838 roku przeszedł na własność Marianny Orańskiej. Przeprowadzony dwa lata później spis wykazał, że w mieście było 538 mieszkańców, 82 domy, 2 olejarnie, młyn wodny i kilka manufaktur. W 1890 roku Bolesławów utracił prawa miejskie. W okresie międzywojennym wieś była znanym ośrodkiem turystyki górskiej i sportów narciarskich.

## Opis miejscowości
Bolesławów to dawne gwareckie miasteczko, obecnie wieś turystyczna z niewielkim rynkiem. Znajdują się tu pensjonaty, ośrodki wypoczynkowe i kilka kwater, oraz mały sklep. Nad wsią spora stacja narciarska z ciekawie rozwiązanym systemem tras zjazdowych poprowadzonych w dwie strony stoku Zawada. Szlaki turystyczne na Śnieżnik i do rezerwatu Nowa Morawa oraz droga do turystycznego przejścia granicznego na Przełęczy Płoszczyna.

## Zabytki
Do wojewódzkiego rejestru zabytków wpisany jest:
- renesansowo-manierystyczny kościół pw. św. Józefa Oblubieńca z 1675 r., z barokowym wyposażeniem (m.in. rzeźbami Michaela Klahra) i starym cmentarzem przykościelnym

Inne zabytki:
- kamienne rzeźby: św. Jana Nepomucena (przy uliczce do przystanku), św. Franciszka Ksawerego i Madonny w grocie na rynku
- grupa kamiennych rzeźb śpiących apostołów na Górze Oliwnej (pozostałość po dawnej kalwarii ponad wsią datowanej na 1833 r.)
- pomnikowa lipa drobnolistna w rynku

## Ciekawe miejsca
- rezerwat przyrody Nowa Morawa kilka kilometrów za wsią[6],
- Stacja Narciarska Kamienica z wyciągiem krzesełkowym z Bolesławowa na Górę Oliwną.